# Fernand Navarra
Fernand Navarra (Bernos-Beaulac, 24 de enero de 1915 - Burdeos, 25 de noviembre de 1992) fue un emprendedor, escritor y alpinista francés.

## Actividad
Entre los años 1952 y 1969, dirigió varias expediciones a Turquía con el fin de ascender el monte Ararat, siendo descritas sus ascensiones en las crónicas deportivas que se publicaron en la revista Paris Match. En el año 1955, descubrió piezas de madera "aserrada a mano" en una grieta profunda de la montaña. Al no poder hacerse con el trozo natural, cortó una pieza de un metro y medio de largo y que posteriormente redujo a otras piezas más pequeñas para facilitar el transporte. 
De vuelta en Europa, muchos vieron su hallazgo como una evidencia de que el arca de Noé, o al menos sus restos, aún existían. Trató que los trozos hallados en Ararat fuera analizados por medio de pruebas de carbono 14, pero los resultados anunciados fueron contradictorios. Navarra extrajo todas esas experiencias en un libro titulado J'ai trouvé l'Arche de Noé (traducido en español como "Yo he tocado el Arca de Noé").
Falleció en Burdeos en noviembre de 1992, a los 77 años de edad.